# Tomi Cristin
Tomi Cristin Liviu (n. 28 august 1965, Brașov), cu numele de scenă Tomi Cristin, este un actor român de teatru și film.

## Viața
A urmat studiile teatrale la Institutul Național de Teatru din Târgu Mureș, clasa Călin Florian – Cornel Popescu, cu rolul de absolvire Tesman, din Heda Gabler. În prezent este actor la Teatrul Național I.L. Caragiale din București. Este căsătorit cu actrița Alina Tomi și are trei copii.

## Cariera artistică
Debutează în anul 1988, la Teatrul Eminescu.

### Repertoriu teatral
- Salt mortal de Azis Nesin, regia Gavril Pinte
- Travestiuri de Tom Stoppard, regia Radu Băieșu
- Parcul de Botto Straus, regia Tudor Țepeneag
- Năluca  de Fănuș Neagu, regia Dan Micu
- Nimic despre Hamlet de Radu F. Alexandru, regia Tudor Mărăscu
- Machinal de Sophie Treadwell, regia Alex. Hausvater
- Moartea unui comis voiajor de Arthur Miller, regia Horea Popescu
- Audiție pentru Medeea de Olga Delia Mateescu, regia O.D. Mateescu
- Cadavrul viu de Lev Nikolaevici Tolstoi
- Mofturi la Union, după I.L.Caragiale, regia Gelu Colceag
- Crimă pentru pământ, după Dinu Săraru, scenariu dramatic și regia Grigore Gonța
- Revelion la "Terzo Mondo",
- Visul unei nopți de vară de William Shakespeare, regia Felix Alexa
- Apus de soare  de Barbu Ștefănescu Delavrancea, regia Dan Pița

### Roluri la Circul Globus
- Brasil, Brasil, prezentator
- Surprizele Circului, prezentator
- Galaxia Extratereștrilor, actor
- Castelul de Clestar,prezentator

### Filmografie
- Noiembrie, ultimul bal (1989)
- Un bulgăre de humă (1990)
- Șarpele (film TV, 1996)
- Ticăloșii (2007)

- Dead in Tombstone (2013)
- Dublaj de voce la filmul 101 Dalmațieni (1961), în rolul lui Roger Radcliffe, în original vocea aparținându-i lui Ben Wright
- California Dreamin' (Nesfârșit)' (2007)
- Attack Force (2006)
- Second in Command (2006)
- Despre morți numai de bine (2005)
- 7 Seconds (2005)
- Sex Traffic (2004) (TV)
- În extrasezon (2004)
- Modigliani (2004)
- Une place parmi les vivants (2003)
- Callas Forever (2002)
- Les Percutés (2002)
- Detectiv fara voie (1 episod)
- Hautes fréquences (2001) (TV)
- Les 7 vies du docteur Laux (2000) (TV)
- Teen Sorcery (1999)
- Phantom Town (1999)
- Clockmaker (1998)
- Gâsca de aur(1998) (TV)
- Prostia omenească (1998) (TV)
- Last Gasp (1995)
- Nostradamus (1994)

## Cariera didactică
Pe lângă activitatea artistică, Tomi Cristin a fost și asistent universitar la catedra de actorie a UNATC, condusă de profesorul Grigore Gonța, și profesor asociat la catedra de mișcare scenică a Universității Hyperion precum și la Academia Luceafărul.